# Inscriptions de Darius le Grand à Suez

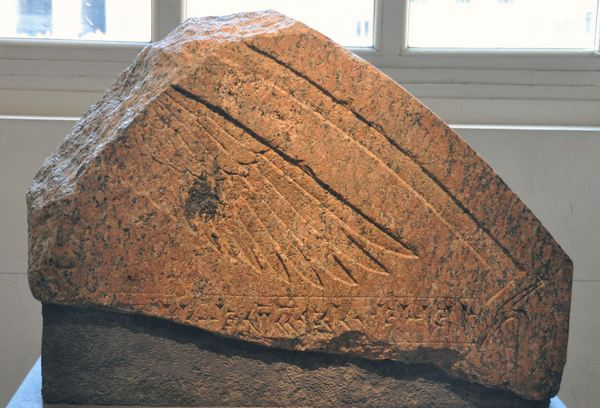
Fragment de la stèle Chalouf, au Musée du Louvre.

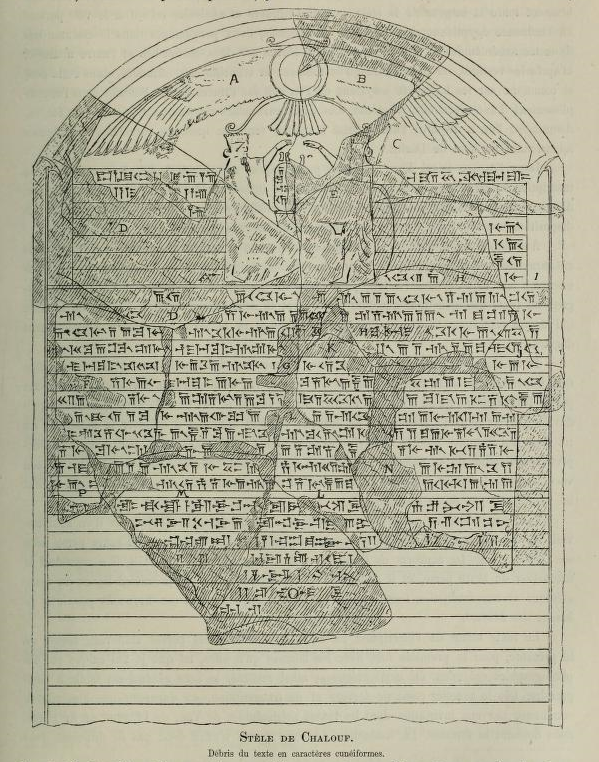
Relevé de l'inscription sur la stèle Chalouf.

Tracé du canal des pharaons que Darius le Grand commémore sur les stèles.

Les inscriptions de Darius le Grand à Suez sont des textes gravés en vieux perse, en élamite, en babylonien et en égyptien sur cinq stèles érigées au ouadi Toumilat en Égypte, près de Suez. Ces inscriptions commémorent la réouverture par Darius du « canal des pharaons », entre le Nil et les lacs Amers. Darius s'y fait représenter en pharaon, recevant l'hommage de ses vassaux. Les inscriptions comportent en plus de la version égyptienne des trilingues cunéiformes achéménides, très rares à un endroit si éloigné du centre de l'empire perse achéménide.

## Historique
Un des mieux conservés de ces monuments est une stèle de granite rose, découverte par Charles de Lesseps, fils de Ferdinand de Lesseps, en 1866, à trente kilomètres de Suez près de Kabret en Égypte.
Elle a été érigée par Darius Ier le Grand, grand roi de l'Empire perse, dont le règne a duré de 522 à 486 avant notre ère. Le monument, également connu sous le nom de « stèle Chalouf », commémore la construction d'un précurseur du canal de Suez moderne par les Perses, un canal à travers le ouadi Toumilat. Ce canal reliait le bras oriental du Nil à Bubastis, avec le lac Timsah qui est relié à la mer Rouge par des voies navigables naturelles. L'objectif déclaré du canal était la création d'une liaison navigable entre le Nil et la mer Rouge, permettant de relier l'Égypte et la Perse.

## Inscriptions
Translitération et traduction de l'inscription :
- Translittération de la partie centrale du texte en vieux perse :

xâmanišiya \ thâtiy \ Dârayavauš \ XŠ \ adam \ Pârsa \ amiy \ hacâ \ Pâ 

rsâ \ Mudrâyam \ agarbâyam \ adam \ niyaštâyam \ imâm \ yauviyâ 

m \ katanaiy \ hacâ \ Pirâva \ nâma \ rauta \ tya \ Mudrâyaiy \ danuvatiy \ ab 

iy \ draya \ tya \ hacâ \ Pârsâ \ aitiy \ pasâva \ iyam \ yauviyâ \ akaniya \ 

avathâ \ yathâ \ adam \ niyaštâyam \ utâ \ nâva \ âyatâ \ hacâ \ Mudrâ 

yâ \ tara \ imâm \ yauviyâm \ abiy \ Pârsam \ avathâ \ yathâ \ mâm \ kâma\ âha
- Version de l'inscription en français[3] :

« Je suis Darius, le Grand Roi, le roi des rois, le roi des pays, le fils d'Hystaspes. C’est la royauté que je tiens et qu’Ahura Mazda m'a donnée, lui qui est le plus grand des dieux.
Je suis un Perse. En partant de Perse, j'ai conquis l'Égypte. J'ai ordonné de creuser ce canal depuis le fleuve appelé Nil qui coule en Égypte, jusqu'à la mer qui commence en Perse. Alors, quand ce canal a été creusé comme je l'ai ordonné, des bateaux sont allés d'Égypte jusqu'en Perse, comme je l'avais voulu.
Ce qui a été fait je l’ai fait par la volonté d'Ahura Mazda. Ahura Mazda m'a apporté de l’aide jusqu’à ce que je fasse le travail. Qu'Ahura Mazda me protège du mal, ainsi que la maison royale et cette terre. »

## Commentaires et description
La présence de ce type d'inscription en vieux perse dans un territoire aussi éloigné du centre de l'empire perse achéménide est exceptionnelle. Un tel éloignement ne se rencontre que sur ces stèles et à Van en Anatolie,.
De plus, ces inscriptions sont multilingues. Outre l'égyptien ancien, il y a ici trois versions linguistiques différentes en cunéiforme. Ces trois versions occupent chacune une place analogue sur le support, et sont disposées symétriquement par rapport à la version égyptienne, qui comporte un texte plus long et remplit plus d'espace,.
Les versions cunéiformes trilingues sont rédigées en vieux perse, en élamite, et en babylonien.
Les inscriptions multilingues sont réparties différemment sur les stèles. Un de ces stèles commémoratrices du percement du canal est un trilingue en cunéiforme. Une deuxième stèle est similaire, mais avec une version égyptienne comportant un texte plus long, écrit en hiéroglyphes. Une troisième stèle comporte le trilingue des trois versions cunéiformes sur une face, et la version égyptienne sur l'autre face,.
Les quatre stèles ont été retrouvées le long du canal. En commandant et en ordonnant le placement de ces stèles, le roi Darius le Grand s'inscrit dans la lignée des pharaons, qui avaient cette habitude de laisser par de telles inscriptions lapidaires le témoignage de leurs œuvres.
Darius s'y fait d'ailleurs représenter comme un pharaon, avec la même position, et paré de bijoux selon la tradition des pharaons. Les émissaires ou représentants des États vassaux sont représentés s'agenouillant devant lui pour lui rendre hommage.